# کوین گمرو
کوین گمرو (فرانسوی: Kévin Gameiro‎؛ زادهٔ ۹ مهٔ ۱۹۸۷) بازیکن فوتبال اهل فرانسه است که در پست مهاجم برای باشگاه فوتبال والنسیا  در لالیگا بازی می‌کند.
از باشگاه‌هایی که در آن بازی کرده‌است می‌توان به استراسبورگ، لوریان، پاری سن ژرمن، سویا و اتلتیکو مادرید و والنسیا اشاره کرد.
وی همچنین در تیم ملی فرانسه بازی کرده‌است.